# Ouroubé Douddé
Ouroubé Douddé è un comune rurale del Mali facente parte del circondario di Mopti, nella regione omonima.
Il comune è composto da 9 nuclei abitati:
- Barkaneli
- Bokoré
- Dera
- Doye Marka
- Doye Peulh
- Samataka
- Sendegué (centro principale)
- Sirifiré
- Tonomina